# Another Scoop
Another Scoop es un álbum recopilatorio del músico británico Pete Townshend, publicado por el sello Atco Records en julio de 1987. El disco supone la secuela de Scoop, y el segundo de tres volúmenes de recopilatorios con demos de canciones tanto publicadas en álbumes de The Who y en solitario como inéditas.

## Historia
Al igual que Scoop, Another Scoop incluye una multitud de demos, tomas descartadas y material inédito, gran parte de ellos con canciones de The Who. Fue seguido siete años después de Scoop 3, el tercer y último volumen de la colección Scoop. Los tres discos fueron recopilados en el álbum Scooped, y en 2006 fueron remasterizados y reeditados.
El álbum está dedicado a la memoria de Cligg Townshend, padre de Pete.

## Lista de canciones
1. "You Better You Bet" - 5:19
2. "Girl in a Suitcase" - 3:26
3. "Brooklyn Kids" - 4:49
4. "Pinball Wizard" - 3:00
5. "Football Fugue" - 3:25
6. "Happy Jack" - 2:15
7. "Substitute" - 3:35
8. "Long Live Rock" - 3:47
9. "Call Me Lightning" - 2:12
10. "Holly Like Ivy" - 2:54
11. "Begin the Beguine" - 4:10
12. "Vicious Interlude" - 0:22
13. "La La La Lies" - 1:58
14. "Cat Snatch" - 3:22
15. "Prelude #556" - 1:19
16. "Baroque Ippanese" - 2:25
17. "Praying the Game" - 4:17
18. "Driftin' Blues" - 3:17
19. "Christmas" - 1:57
20. "Pictures of Lily" - 2:50
21. "Don't Let Go the Coat" - 4:00
22. "The Kids Are Alright" - 2:58
23. "Prelude, The Right to Write" - 1:36
24. "Never Ask Me" - 4:24
25. "Ask Yourself" - 4:30
26. "The Ferryman" - 5:46
27. "The Shout" - 3:52